# Polrad
Das Polrad ist der Teil einer rotierenden Einphasen- oder Drehstrom-Synchronmaschine, auf dem die gleichstromgespeiste Erregerwicklung untergebracht wird, also auf dem Läufer (Rotor). Bei Linearmotoren werden die Tragmagnete, die die Erregung sicherstellen und die Tragkräfte aufbringen, ebenfalls Polrad genannt. Dieser Artikel behandelt nur das Polrad der Synchronmaschine.

## Aufbau und Funktion

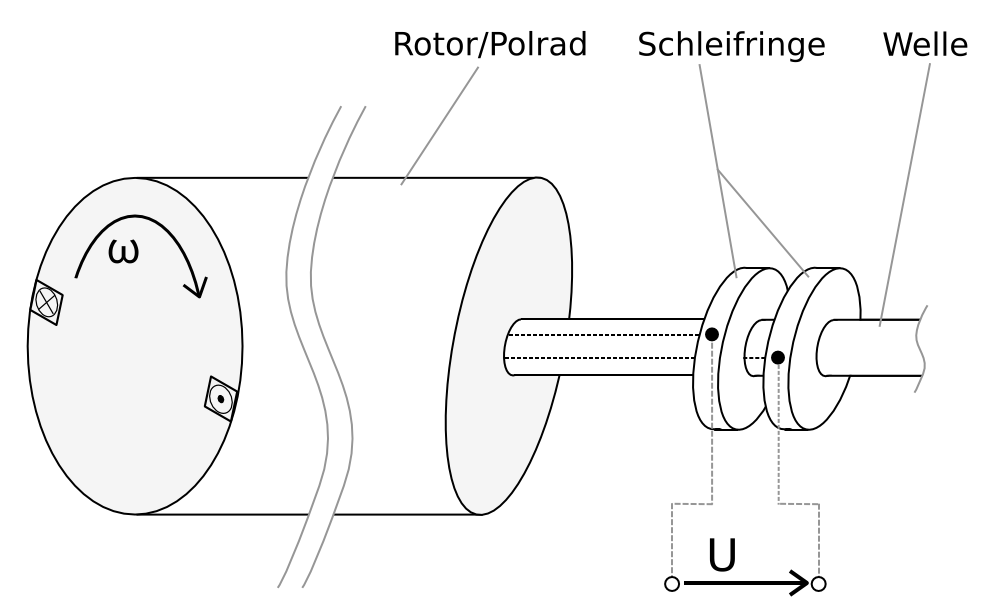
Polrad in einer Synchronmaschine mit Schleifringläufer

Das Polrad trägt Permanentmagnete oder eine Erregerwicklung, die ein magnetisches Feld erzeugen. Letzteres sind Spulen, die mit Gleichstrom gespeist werden. Als Permanentmagnete kommen heute meist Neodym-Eisen-Bor (NdFeB) oder bei günstigeren Maschinen Ferrite zum Einsatz. Wegen der hohen Kosten werden Seltene-Erd-Magnete wie Samarium-Cobalt (SmCo) nur noch für spezielle Kleinserien verwendet.

## Polradwinkel

Federmodell des Polradwinkels einer Synchronmaschine im Generatorbetrieb

Der sogenannte Polradwinkel (oder auch Lastwinkel) ist der Winkel, unter dem das Polrad einer Synchronmaschine dem Synchrondrehfeld voreilt (Generatorbetrieb) bzw. nacheilt (Motorbetrieb). Im Federmodell einer Synchronmaschine im Generatorbetrieb, mit der Polradspannung UP und der Ständerspannung US, stellt die Federkraft FFeder die Belastung durch das Netz dar, der das durch eine Antriebsmaschine zugeführte Drehmoment M und somit die Kraft FM entgegenwirkt. Im Motorbetrieb entspräche die Federkraft dem Motormoment, welches dem Lastmoment entgegenwirkte. Der Polradwinkel darf für einen stabilen Betrieb nicht größer als 90° werden, üblich sind Polradwinkel im Bereich um 20° bis 30° bei Nennleistung. Bei 90° gibt die Maschine im Motorbetrieb das größte Drehmoment ab, bei einem größeren Winkel „kippt“ die Maschine, weswegen das größte Moment auch Kippmoment genannt wird. Grafisch wird dieses Verhalten in der Stromortskurve der Synchronmaschine dargestellt. Bildlich gesprochen reißt beim Kippmoment die gedachte Feder, der Motor gerät „außer Tritt“. Wird die Synchronmaschine im Generatorbetrieb instabil betrieben, kann sie die mechanische Leistung nicht mehr in elektrische Leistung wandeln, „geht durch“, beschleunigt über ihre Bemessungsdrehzahl und kann ohne Abschaltung beschädigt oder zerstört werden.
Bei höherer Polpaarzahl weichen der (elektrische) Polradwinkel und der mechanische Polradwinkel voneinander ab. Die Umrechnung erfolgt über die Polpaarzahl.
{\displaystyle \vartheta _{m}={\frac {\vartheta }{p}}} 

## Polrad in der Messtechnik
In der Messtechnik besteht das Polrad aus vielen kleinen Permanentmagneten. Auf dem Umfang  wechseln sich etwa alle 0,5 bis 5 mm Nord- und Südpol ab. Die Magnetpole dienen als Maßverkörperung und werden mit Spulen oder Magnetfeldsensoren (Liste)  abgetastet. Das Polrad wird wie ein Inkrementalgeber als Drehzahl- oder Winkelgeber verwendet. Gegenüber optischen Teilscheiben ist das Polrad unempfindlicher gegen Schmutz und Feuchtigkeit (z. B. Betauung), je nach Ausführung auch kostengünstiger, aber durch die gröbere Einteilung durch die beschränkte Anzahl an Magneten nicht so genau. Neben einer einzelnen Inkrementalspur sind auch mehrere magnetische Spuren auf einem Polrad realisierbar.